# Halosauropsis macrochir
Halosauropsis macrochir is een straalvinnige vissensoort uit de familie van rugstekelalen (Halosauridae). De wetenschappelijke naam van de soort is voor het eerst geldig gepubliceerd in 1878 door Günther.